# Yên Bắc
Yên Bắc là một phường thuộc thị xã Duy Tiên, tỉnh Hà Nam, Việt Nam.

## Địa lý
Phường Yên Bắc nằm ở phía bắc thị xã Duy Tiên, có vị trí địa lý:
- Phía đông giáp phường Hòa Mạc
- Phía tây giáp phường Bạch Thượng và phường Đồng Văn
- Phía nam giáp phường Tiên Nội và xã Yên Nam
- Phía bắc giáp phường Châu Giang, thị xã Duy Tiên, tỉnh Hà Nam và xã Minh Tân, huyện Phú Xuyên, thành phố Hà Nội với ranh giới là sông Nông Trang.

Phường Yên Bắc có diện tích 7,05 km², dân số năm 2018 là 10.399 người, mật độ dân số đạt 1.475 người/km².

## Lịch sử
Sau năm 1954, phần lớn địa bàn phường Yên Bắc hiện nay là hai xã Tiên Thắng và Tiên Yên thuộc huyện Duy Tiên.
Ngày 18 tháng 12 năm 1976, Phủ Thủ tướng ban hành Quyết định 1507-TTCP. Theo đó, hai xã Tiên Thắng và Tiên Yên (trừ thôn Duyên Giang) sáp nhập thành một xã lấy tên là xã Yên Bắc.
Ngày 1 tháng 4 năm 1986, điều chỉnh 46,68 ha diện tích tự nhiên của xã Yên Bắc để thành lập thị trấn Hòa Mạc.
Đến năm 2018, xã Yên Bắc có diện tích 9,671 km², dân số là 14.533 người, mật độ dân số đạt 1.503 người/km².
Ngày 17 tháng 12 năm 2019, Ủy ban Thường vụ Quốc hội ban hành Nghị quyết số 829/NQ-UBTVQH14 về việc sắp xếp các đơn vị hành chính cấp huyện, cấp xã thuộc tỉnh Hà Nam (nghị quyết có hiệu lực từ ngày 1 tháng 1 năm 2020). Theo đó:
- Điều chỉnh 0,434 km² diện tích tự nhiên và 340 người của xã Yên Bắc vào thị trấn Đồng Văn
- Điều chỉnh 2,119 km² diện tích tự nhiên và 3.794 người của xã Yên Bắc vào thị trấn Hòa Mạc
- Điều chỉnh 0,068 km² diện tích tự nhiên của xã Yên Bắc vào xã Bạch Thượng
- Thành lập phường Yên Bắc thuộc thị xã Duy Tiên trên cơ sở toàn bộ diện tích và dân số của xã Yên Bắc.

Sau khi thành lập, phường Yên Bắc có diện tích 7,05 km², dân số là 10.399 người.

## Văn hóa

### Đình Đôn Lương
Di tích lịch sử đình làng Đôn Lương ở phường Yên Bắc, thị xã Duy Tiên là nơi thờ Đinh Tiên Hoàng Đế, tương truyền vùng đất này là nơi vua đặt đồn trại và tuyển dụng binh lính trong chiến dịch dẹp loạn 12 sứ quân.